# Тмина (филм)
Тмина је српски филм из 2014. године у режији и по сценарију Луке Бурсаћа.
Филм је своју премијеру имао 9. априла 2014. године.

## Радња
Комплексна радња филма прати двоје младих који се воле у једном времену, док у неком другом времену Петар покушава да пронађе смисао у свету који га окружује. То је слика Београда 2021. године. Мрачна будућност је близу - ближа него што би желели...

## Улоге
| Глумац            | Улога |
| ----------------- | ----- |
| Владимир Гвојић   |       |
| Миљана Поповић    |       |
| Никола Шурбановић |       |
| Соња Ковачевић    |       |
| Ђорђе Живадиновић |       |
| Јован Јелисавчић  |       |
| Софија Рајовић    |       |
| Драган Јовановић  |       |